# Agost (obra teatral)

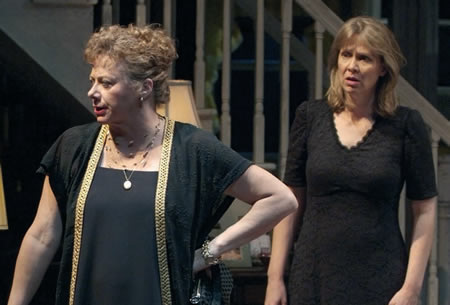
Rondi Reed i Amy Morton en la representació original a Chicago

Agost (August: Osage County en l'original anglès) és una comèdia dramàtica teatral escrita per Tracy Letts.
Fou guardonada amb el Premi Pulitzer de drama l'any 2008. L'obra s'estrenà en anglès al Teatre Steppenwolf el 28 de juny de 2007 i el 4 de desembre del mateix any a l'Imperial Theater de Broadway. Des d'aleshores s'ha representat en teatres de tot el món amb un gran èxit.
L'adaptació catalana fou interpretada al Teatre Nacional de Catalunya durant els anys 2010, 2011, 2012 i 2013. Protagonitzada per Anna Lizaran en el paper de Violet, es tracta de l'obra més vista en la història del teatre.

## Argument
Ambientada a Pawhuska (Oklahoma) durant un calorós mes d'agost, l'obra se centra en les relacions personals en el si dels Weston, una família desestructurada, que es retroba amb motiu de l'estranya desaparició de Beverly Weston, el patriarca. En el desenvolupament de l'acció surten a la llum les misèries del clan, ancorat en els desafectes de Violet, una mare malalta de càncer de boca i addicta als medicaments i les seves tres tres filles, Barbara, Ivy i Karen, portadores en si mateixes de les seves pròpies desgràcies.

## Repartiment al TNC
Direcció: Sergi Belbel
Intèrprets: Anna Lizaran, Emma Vilarasau, Jordi Banacolocha, Abel Folk, Montse Germán, Maife Gil, Almudena Lomba, Òscar Molina, Clara de Ramon, Rosa Renom, Albert Triola, Manuel Veiga, Francesc Lucchetti.